# Braccoïta
La braccoïta és un mineral de la classe dels silicats. Rep el nom en honor del Dr. Roberto Bracco (1959-), un col·leccionista sistemàtic de minerals amb un especial interès en els minerals de manganès.

## Característiques
La braccoïta és un inosilicat de fórmula química NaMn2+₅[Si₅As5+O17(OH)](OH). Va ser aprovada com a espècie vàlida per l'Associació Mineralògica Internacional l'any 2013, i la primera publicació data del 2015. Cristal·litza en el sistema triclínic. És l'anàleg d'arsènic de la saneroïta, la qual és topològicament idèntica. Químicament és similar a la johninnesita.
L'exemplar que va servir per a determinar l'espècie, el que es coneix com a material tipus, es troba conservat a les col·leccions mineralògiques del Museu Regional de Ciències Naturals de Torí, dins la secció de mineralogia, petrografia i geologia, amb el número de catàleg m/15939.

## Formació i jaciments
Va ser descoberta a la mina Valletta, a Vallone della Valletta, Canosio, dins la província de Cuneo (Piemont, Itàlia). Es tracta de l'únic indret de tot el planeta on ha estat trobada aquesta espècie mineral.